# Замедлитель процессора
Замедлитель процессора (англ. slowdown utility) — программа, позволяющая замедлить работу компьютера. Обычно используется для запуска старых компьютерных игр.
Ранние версии персональных компьютеров IBM PC/XT имели одинаковую тактовую частоту центрального процессора в 4,77 МГц, поэтому производители игр не заботились о какой-либо привязке ко времени и даже наоборот, делали игры по принципу «чем быстрее игра работает тем лучше». С появлением персональных компьютеров, работающих на более высоких тактовых частотах, у таких игр появилась проблема, заключающаяся в том, что игра исполнялась слишком быстро. В дальнейшем игры стали вычислять тактовую частоту компьютера на котором они работают, но иногда точность вычисления оказывалась недостаточной для более современных быстрых компьютеров и работа игры завершалась с ошибкой. Именно эти обстоятельства привели к появлению замедлителей процессора.
В современное время появилась утилита Mo’Slo, которая использует ключи командной строки для выбора коэффициента замедления. Так же под Windows распространена (небесплатная) утилита замедления CPU Killer.
Альтернативой использованию утилиты замедления является эмуляция; так, например, DosBox может быть настроен для работы на различных скоростях.

## Методология
Многие утилиты замедления просто «съедают» циклы процессора, для замедления работы. Bremze — замедляет производительность ПК, контролируя скорость исполнения программ.